# Gregório Alonso Aparicio
Gregório Alonso Aparicio OAR (* 24. April 1894 in Fuentelsaz, Kastilien-La Mancha, Spanien; † 12. Mai 1982) war ein spanischer Ordensgeistlicher und römisch-katholischer Prälat von Marajó.

## Leben
Gregório Alonso Aparicio trat der Ordensgemeinschaft der Augustiner-Rekollekten bei und empfing am 15. März 1919 das Sakrament der Priesterweihe.
Am 9. Januar 1943 ernannte ihn Papst Pius XII. zum Titularbischof von Pogla und zum ersten Prälaten von Marajó. Der Erzbischof von São Sebastião do Rio de Janeiro, Jaime de Barros Câmara, spendete ihm am 11. Juli desselben Jahres die Bischofsweihe; Mitkonsekratoren waren der Bischof von Amazonas, João da Matha de Andrade e Amaral, und der Prälat von Guamá, Eliseu Maria Coroli CRSP.
Am 7. April 1965 nahm Papst Paul VI. das von Gregório Alonso Aparicio vorgebrachte Rücktrittsgesuch an.
Gregório Alonso Aparicio nahm an der ersten, zweiten und vierten Sitzungsperiode des Zweiten Vatikanischen Konzils teil.